# Катлинит

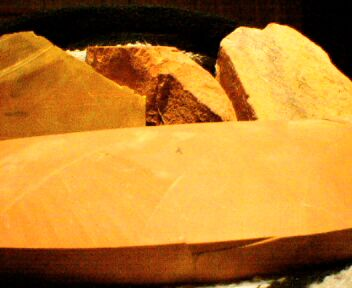
Катлинит из окрестностей города Дельта, штат Юта

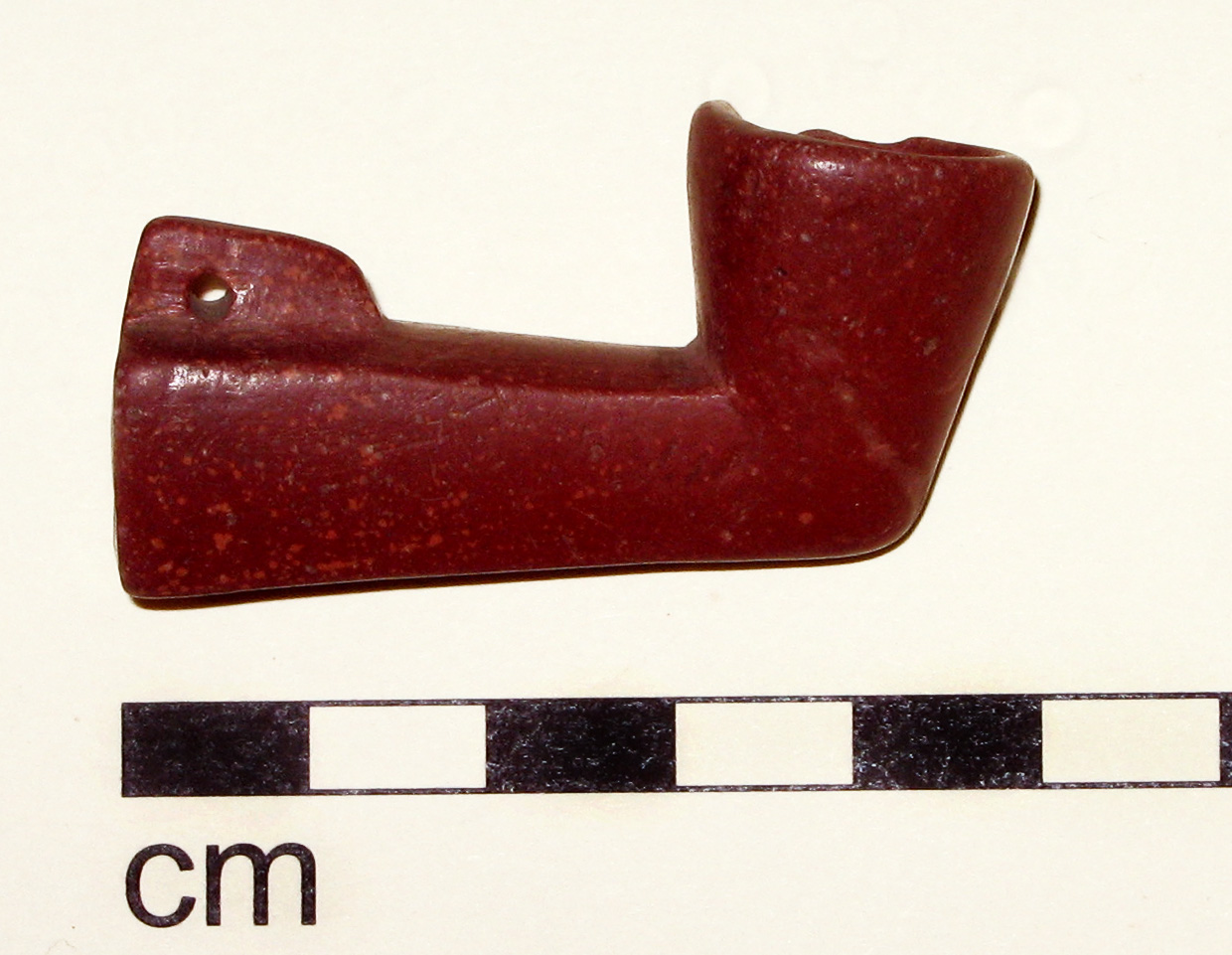
Чашка и чубук трубки мира из катлинита (прим. конец XVII века. Ванампито, штат Айова)

Катлинит, Catlinite, известен также как «трубочный камень», pipestone, pipeclay — метаморфическая горная порода, разновидность аргиллита.
Эта порода, обычно красновато-коричневого цвета, встречается в жилах сиуанского кварцита. Благодаря мелкозернистой структуре и простоте обработки, катлинит стал среди индейцев наиболее популярным материалом для изготовления трубок. Наиболее известными индейскими каменоломнями по добыче катлинита являются: Пайпстонская каменоломня близ города Пайпстон в штате Миннесота и каменоломня близ реки Пайпстон в провинции Манитоба, Канада. Манитобская каменоломня в настоящее время не используется, однако в Канаде есть несколько каменоломен, где добывается чёрный катлинит, который использует, например, племя оджибва.
Красный катлинит из Пайпстонской каменоломни залегает под слоями сиуанского кварцита. Большинство залежей катлинита находится под уровнем грунтовых вод, а красный цвет ему придают примеси соединений железа. Добыча катлинита производится вручную, поэтому занимает длительное время. Правом на добычу катлинита в Пайпстонской каменоломне обладают только индейцы-сотрудники Пайпстонского мемориала, таким образом обеспечивается защита от преждевременного исчерпания ресурса.
Существуют и другие разновидности трубочного камня. Так, катлинит из штата Юта имеет множество разновидностей, различающихся по степени мягкости, и встречается в слоях между залежами более твёрдого шиферного сланца. Ютанский катлинит является побочным продуктом добычи шиферного сланца, и также длительное время используется местными индейцами для изготовления трубок. Миннесотский катлинит — более мягкий, чем ютанский, имеет гладкую поверхность, однако часто имеет включения кварцита; его можно разрезать обычной пилой или ножом.
Название «катлинит» дано в честь американского художника Дж. Кэтлина, который посетил каменоломни в Миннесоте в 1835 году. Однако ещё в 1832 году его описал путешественник и переводчик индейских языков Филандер Прескотт (Philander Prescott), который отмечал, что традиция добычи трубочного камня индейцами восходит как минимум к 1637 году.